# 2015 год в музыке

## События
- 26 января — Том ДеЛонг покинул группу Blink-182[1].
- 8 февраля — 57-я церемония «Грэмми» — Стэйплс-центр, Лос-Анджелес.
- 25 марта — Зейн Малик покинул группу One Direction[2].
- 31 марта — Eurovision Song Contest's Greatest Hits — Лондон, Хаммерсмит, «Эвентим Аполло»[3].
- 18 апреля — церемония Зала славы рок-н-ролла в Кливленде. В Зал славы были включены Лу Рид (в качестве сольного исполнителя), Green Day, Стиви Рэй Вон, Джоан Джетт, Билл Уизерс и The Paul Butterfield Blues Band[4].
- 19-23 мая — Конкурс песни Евровидение 2015[5].
- 23—24 мая — фестиваль «Bosco Fresh Fest» — сад «Эрмитаж», Москва[6].
- 30 мая — арт-фестиваль «SHOWWHATYOUWORTH ART-FESTIVAL» — арт-центр «VINYL», Москва[7].
- 5 июня — премия Муз-ТВ — Астана Арена, Астана[8].
- 12 июня — фестиваль Sensation — СКК «Олимпийский», Москва[9].
- 12—14 июня — XXXIX Ильменский фестиваль авторской песни — «Солнечная долина», Миасс[10].
- 16 июня Jay-Jay Johanson выпускает 10-й студийный альбом под названием Opium[11].
- 19 июня — фестиваль «Park Live» — Стадион «Открытие Арена», Москва[12].
- 19—21 июня — фестиваль «Воздух Карелии» — Петрозаводск[13].
- 20—21 июня — фестиваль «Матрошка» — Музеон, Москва[14].
- 26—27 июня — фестиваль «Rock-Line» — Кунгур, Пермь[15].
- 26—28 июня — фестиваль «Доброфест» — аэродрома «Левцово», Ярославль[16].
- 27 июня
  - фестиваль «Ahmad Tea Music Festival» — Музеон, Москва[17].
  - фестиваль «Heineken Insight Urban Sound» — Трёхгорная Мануфактура, Москва[18].
- 3—5 июля — фестиваль «Нашествие» — Большое Завидово, Тверская область[19].
- 4—5 июля — фестиваль «Stereoleto» — Елагин остров, Санкт-Петербург[20].
- 20—26 июля — фестиваль «Крым Фест» — Севастополь, Крым[21].
- 25 июля — фестиваль «Пикник Афиши» — парк «Коломенское», Москва[22].
- 1 августа — фестиваль «Red Park» — Красная Пресня, Москва[23].
- 6—9 августа — фестиваль «Kubana» — пос. Янтарный, Калининградская область[24].
- 14 августа — Дэвид Гилмор объявил об окончательном роспуске группы «Pink Floyd.
- 21 ноября — Детский конкурс песни Евровидение 2015 — Армеец», София[25].

## Группы
| Образовавшиеся - Abbath - Bambino - Lindemann - G-Friend - Art of Anarchy - ChamSonyeo - Genealogy - CLC - FFS - Hanabie. - Oh My Girl - Saint Asonia - Justin Bibis - Monsta X - The Tide - BiSH - Robyn & La Bagatelle Magique - Dumblonde - Twice - Harana - April - VIXX LR - Magnolia Factory - Unicorn - Highway - Leandah - Minor Victories - Hollywood Vampires - Candy Coded - Audiotopsy - The Score - Kids United | - «Закат 99.1» Воссоединившиеся - «Агата Кристи» - A-ha - Grateful Dead - Daphne and Celeste - LAZYgunsBRISKY - Simply Red - xDeathstarx - The Corrs - Brooks & Dunn - Rainbow (концертную деятельность проведут в следующем году) | Распавшиеся - Jewelry - Rise to Remain - The Black Crowes - California Breed - Avi Buffalo - Heart in Hand - Bob Girls - The Blackout - Immortal - Hostage Calm - OMG - Monarchy - «Скипетр» - Azazello - Debs and Errol - Pattern Is Movement - El Cantador - Odd Future - G.R.L. - Framing Hanley - MellowHype - Angel at My Table - Rose Windows - Stereo Kicks - Pink Floyd - CBS Orchestra - Ph.D. - Arsonists Get All the Girls - C-Clown - I, the Breather - Motörhead - Mötley Crüe - 3 Inches of Blood - Kill Hannah | Ушедшие на перерыв |  |

## Концерты
- 20 апреля — System of a Down — Москва, СК «Олимпийский»[106]
- 6—7 февраля — Gerard Way — Санкт-Петербург, «ГлавClub»; Москва, «YotaSpace (ГлавClub)»[107]
- 19 июня — Muse — Москва, «Открытие Арена»[108]
- 21 июня — Muse — Санкт-Петербург, стадион «Петровский»[109]
- 6—9 августа — HIM — Рига (Латвия), «Lucavsala Island»[110]
- 9 августа — HIM, Enter Shikari, Наив, Элизиум, D12, Animal Джаz, Trubetskoy — Калининград, ДС «Янтарный»[111]
- 27 августа — Metallica — Москва, СК "Олимпийский"[112]
- 29 августа — Linkin Park — Москва, СК «Олимпийский»[113]
- 13—14 ноября — Oxxxymiron — Санкт-Петербург, «ГлавClub»; Москва, «YotaSpace (ГлавClub)»[114]
- 29 ноября — Accept — TeleClub, Екатеринбург[115].

## Награды

### Премия «Грэмми»
57-я ежегодная церемония вручения премии "Грэмми" состоялась 8 февраля 2015 года в Лос-Анджелесе.
- Запись года — Сэм Смит «Stay With Me»
- Альбом года — Бек «Morning Phase»
- Песня года — Сэм Смит «Stay With Me»
- Лучший новый исполнитель — Сэм Смит

### BRIT Awards 2015
35-я ежегодная церемония вручения наград BRIT Awards прошла 25 февраля 2015 года в Лондоне.
- Британский исполнитель года — Эд Ширан
- Международный исполнитель года — Фаррел Уильямс
- Британская исполнительница года — Палома Фейт
- Международная исполнительница года — Тейлор Свифт
- Британская группа года — Royal Blood
- Международная группа года — Foo Fighters
- Британский сингл года — Марк Ронсон и Бруно Марс «Uptown Funk»

### Billboard Music Awards 2015
Ежегодная церемония вручения премии журнала Billboard прошла 17 мая 2015 года в Лас Вегасе.
- Лучший артист — Тейлор Свифт
- Лучший новый артист — Сэм Смит
- Лучший исполнитель — Сэм Смит
- Лучшая исполнительница — Тейлор Свифт
- Лучшая группа — One Direction
- Лучшая песня (Top Hot 100) — Меган Трейнор «All About That Bass»
- Лучший альбом — Тейлор Свифт «1989»

### Премия RU.TV 2015
5-я ежегодная русская премия телеканала RU.TV прошла 23 мая в Москве.
- Лучший певец — Сергей Лазарев
- Лучшая певица — Ани Лорак
- Лучшая группа — Serebro
- Реальный приход — MBAND
- Лучшая песня — Егор Крид «Самая, самая»

### Премия Муз-ТВ 2015
13-я ежегодная национальная премия в области популярной музыки Муз-ТВ 2015 была проведена 5 июня 2015 года в Астане.
- Лучший исполнитель — Филипп Киркоров
- Лучшая исполнительница — Ани Лорак
- Лучшая поп-группа — Serebro
- Прорыв года — Егор Крид
- Лучшая песня — Нюша «Цунами»

### MTV Video Music Awards 2015
32-я церемония вручения музыкальных наград телеканала MTV прошла 30 августа 2015 года в Лос-Анджелесе.
- Видео года — Тейлор Свифт и Ламар Кендрик «Bad Blood»
- Лучшее мужское видео — Марк Ронсон и Бруно Марс «Uptown Funk»
- Лучшее женское видео — Тейлор Свифт «Blank Space»
- Лучший новый артист — Fetty Wap «Trap Queen»

### MTV Europe Music Awards 2015
22-я церемония вручения музыкальных наград телеканала MTV Европа прошла 25 октября 2015 года в Милане.
- Лучший певец — Джастин Бибер
- Лучшая певица — Рианна
- Лучший новый артист — Шон Мендес
- Лучшая песня — Марк Ронсон и Бруно Марс «Uptown Funk»

### Реальная премия MusicBox 2015
3-я ежегодная премия группы телеканалов Music Box прошла 19 ноября 2015 года в Москве.
- Певец года — Сергей Лазарев
- Певица года — Наргиз
- Группа года — Serebro
- Прорыв года — MBAND
- Песня года — Полина Гагарина «A Million Voices»

### American Music Awards 2015
43-я ежегодная церемония American Music Awards 2015 прошла 22 ноября в Лос-Анджелесе.
- Артист года — One Direction
- Новый артист года — Сэм Хант
- Песня года — Тейлор Свифт «Blank Space»

### Зал славы рок-н-ролла
Исполнители:
- Green Day (Билли Джо Армстронг, Майк Дёрнт и Тре Кул)[116]
- Joan Jett & the Blackhearts (Рикки Бёрд[англ.], Джоан Джетт, Ли Кристал, Кенни Лагуна[англ.] и Гэри Райан)[117]
- The Paul Butterfield Blues Band (Джером Арнольд[англ.], Пол Баттерфилд, Элвин Бишоп[англ.], Майк Блумфилд, Билли Дэвенпорт[англ.], Сэм Лэй и Марк Нэфталин[англ.])[118]
- Stevie Ray Vaughan and Double Trouble (Стиви Рэй Вон, Крис Лэйтон, Риз Уинанс[англ.] и Томми Шэннон[англ.])[119]
- Лу Рид[120]
- Билл Уизерс[121]

Раннее влияние:
- The «5» Royales (Обадия Картер, Джеймс Мур, Лоумен Полинг, Джон Таннер и Юджин Таннер)[122]

Награда за музыкальное мастерство:
- Ринго Старр[123]

### Зал славы авторов песен
- Бобби Брэддок[англ.][124]
- Джерри Гарсия[125]
- Вилли Диксон[126]
- Тоби Кит[127]
- Синди Лопер[128]
- Линда Перри[129]
- Роберт Хантер[англ.][130]

Награда современной иконе:
- Леди Гага[131]

Награда Хэла Дэвида «Звёздный свет»:
- Нейт Рюсс[132]

Награда Джонни Мерсера:
- Ван Моррисон[133]

Награда лидеру-визионеру:
- Джон Лофрументо[134]

Награда за выдающуюся песню:
- What a Wonderful World[135]

### Зал славы кантри
- The Browns[англ.] (Бонни Браун[англ.], Джим Эд Браун[англ.] и Максин Браун[англ.])[136]
- The Oak Ridge Boys (Дуэйн Аллен[англ.], Джо Бонсэлл[англ.], Уильям Ли Голден[англ.] и Ричард Стербан[англ.])[137]
- Джим Эд Браун[англ.][138]
- Грэйди Мартин[англ.][139]

## Песни

### США
Хиты № 1 в США (Список синглов № 1 в США в 2015 году (Billboard) #1 Hits)
- «Uptown Funk» — Mark Ronson feat. Bruno Mars (14 недель)
- «See You Again» — Wiz Khalifa feat. Charlie Puth (12 недель)
- «Hello» — Adele (7 недель)
- «Cheerleader» — OMI (6 недель)
- «The Hills» — The Weeknd (6 недель)
- «Can’t Feel My Face» — The Weeknd (3 недели)
- «Blank Space» — Taylor Swift (2 недели)
- «Bad Blood» — Taylor Swift feat. Kendrick Lamar (1 неделя)
- «What Do You Mean?» — Justin Bieber (1 неделя)

### Великобритания
Хиты № 1 в Великобритании (UK Official Top 100 #1 Hits)
- «Uptown Funk» — Mark Ronson feat. Bruno Mars (5 недель)
- «What Do You Mean?» — Justin Bieber (5 недель)
- «Love Me Like You Do» — Ellie Goulding (4 недели)
- «Cheerleader» — OMI (4 недели)
- «Want To Want Me» — Jason Derulo (4 недели)
- «Hold My Hand» — Jess Glynne (3 недели)
- «Black Magic» — Little Mix (3 недели)
- «Hello» — Adele (3 недели)
- «Love Yourself» — Justin Bieber (3 недели)
- «Lay Me Down» — Sam Smith feat. John Legend (2 недели)
- «See You Again» — Wiz Khalifa feat. Charlie Puth (2 недели)
- «Sorry» — Justin Bieber (2 недели)
- «King» — Years & Years (1 неделя)
- «Not Letting Go» — Tinie Tempah feat. Jess Glynne (1 неделя)
- «Are You WIth Me» — Lost Frequencies (1 неделя)
- «House Every Weekend» — David Zowie (1 неделя)
- «Drag Me Down» — One Direction (1 неделя)
- «Marvin Gaye» — Charlie Puth feat. Meghan Trainor (1 неделя)
- «Don't Be So Hard On Yourself» — Jess Glynne (1 неделя)
- «Fight Song» — Rachel Platten (1 неделя)
- «Easy Love» — Sigala (1 неделя)
- «Writing's On The Wall» — Sam Smith (1 неделя)
- «Turn The Music Louder (Rumble)» — KDA feat. Tinie Tempah & Katy B (1 неделя)
- «A Bridge Over You» — Lewisham & Greenwich NHS Choir (1 неделя)

### Россия
Хиты № 1 в России (Radio TopHit)
- «Цунами» — Нюша (8 недель)
- «The Good, The Bad & The Crazy» — Imany (8 недель)
- «Don't Be So Shy (Filatov & Karas remix)» — Imany (8 недель)
- «Dangerous» — David Guetta feat. Sam Martin (5 недель)
- «Castle In The Snow» — Kadebostany feat. The Avener (5 недель)
- «Ain't Nobody (Loves Me Better)» — Felix Jaehn feat. Jasmine Thompson (5 недель)
- «How Deep Is Your Love» — Calvin Harris feat. Disciples (5 недель)
- «Lean On» — Major Lazer feat. DJ Snake & MØ (3 недели)
- «Ты Не Такой» — Юлианна Караулова (2 недели)
- «Reality» — Lost Frequencies feat. Janieck Devy (2 недели)
- «Faded» — Zhu (1 неделя)
- «Are You WIth Me» — Lost Frequencies (1 неделя)

## Скончались

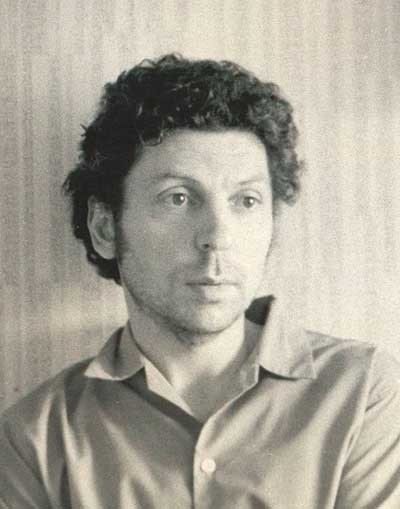
Евгений Бачурин

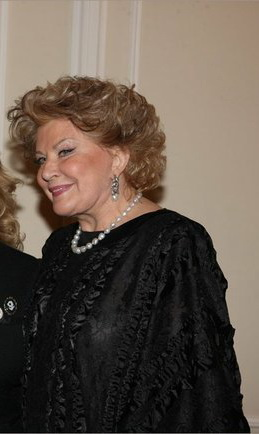
Елена Образцова

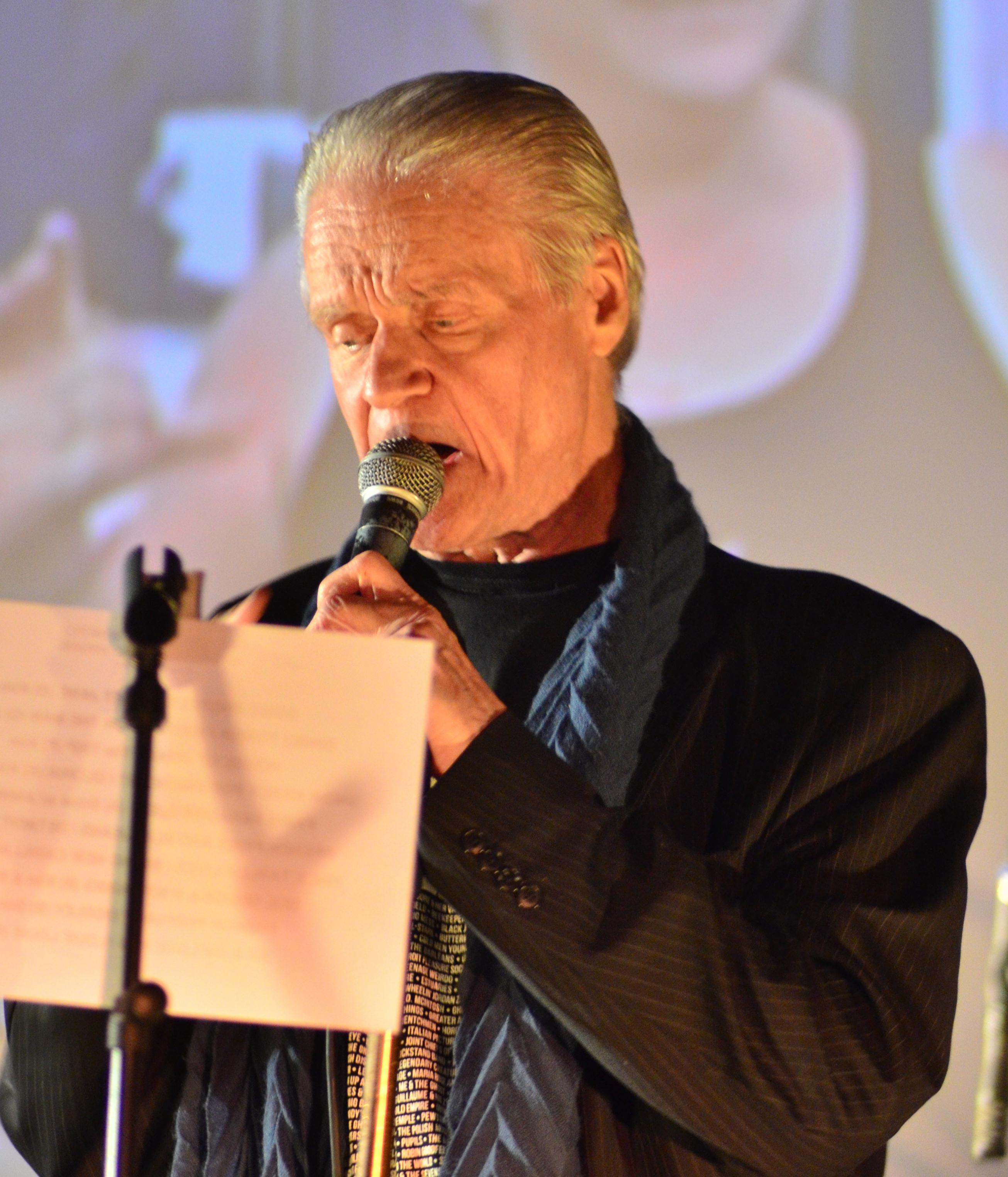
Ким Фоули

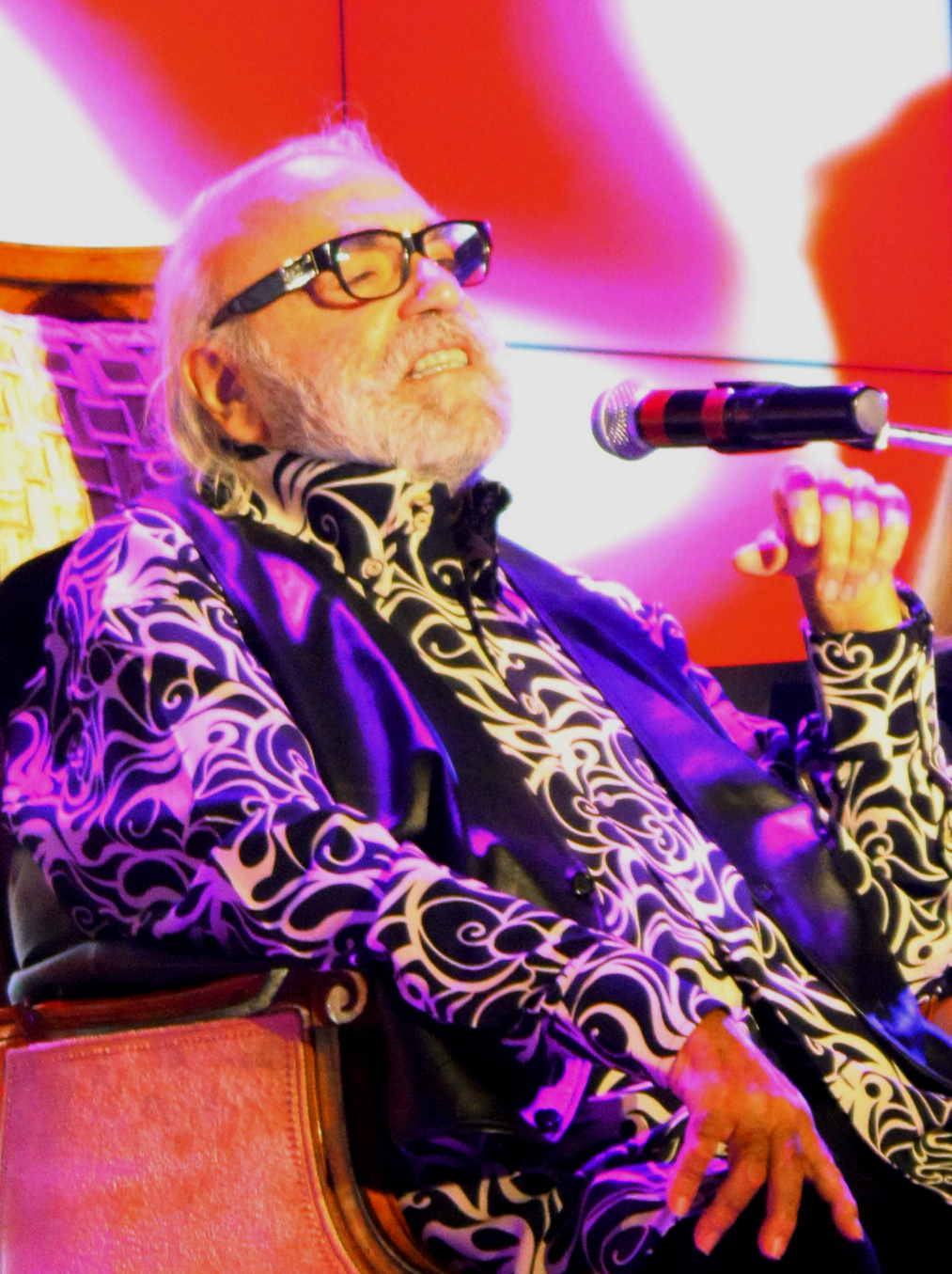
Демис Руссос

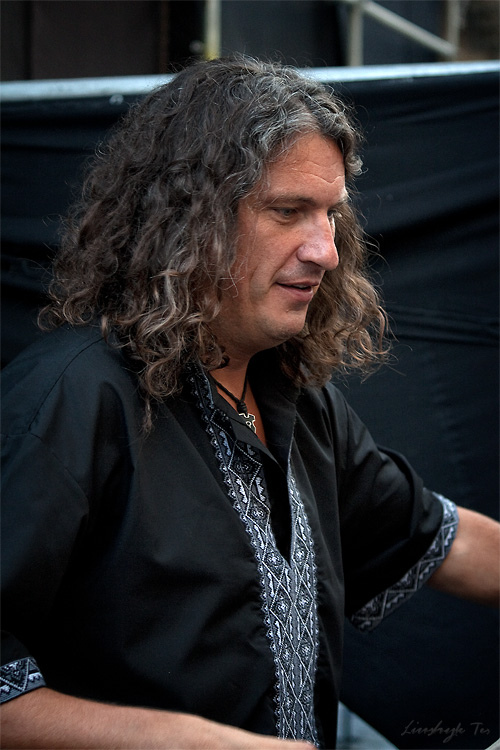
Андрей Кузьменко

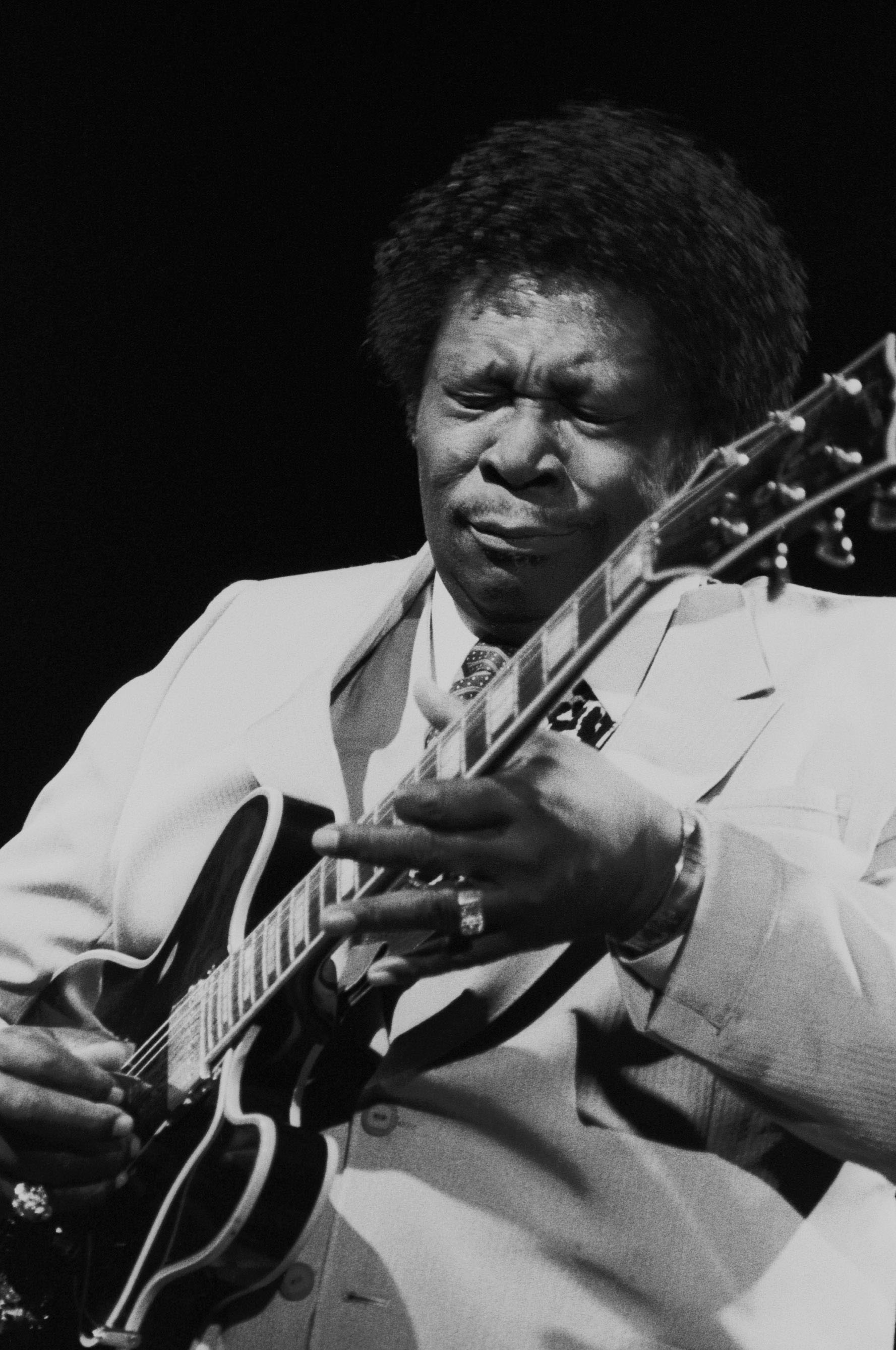
Би Би Кинг

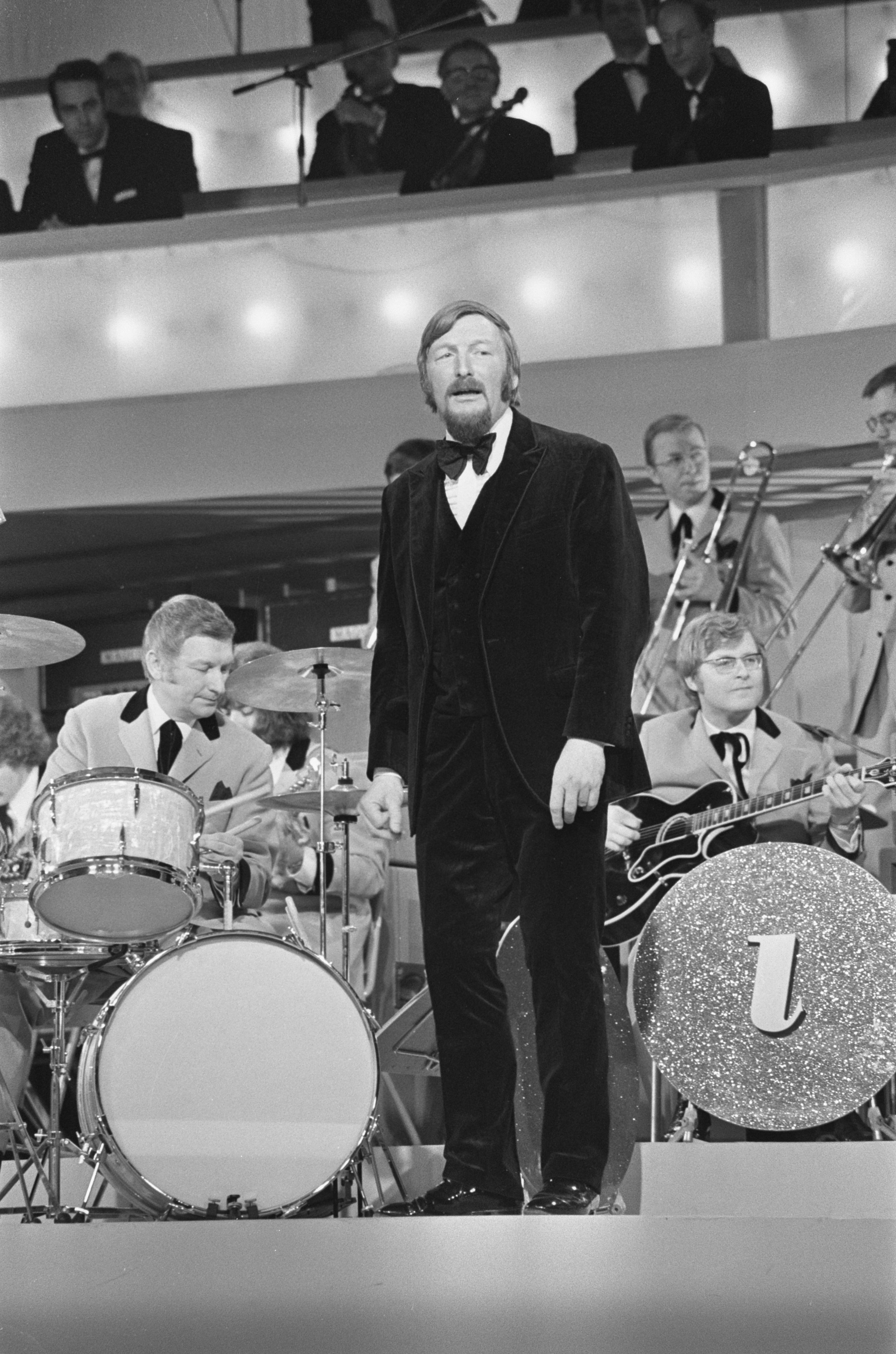
Джеймс Ласт

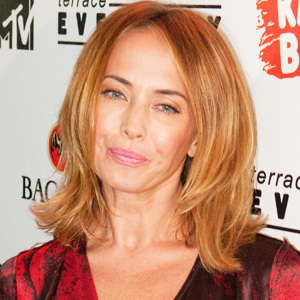
Жанна Фриске

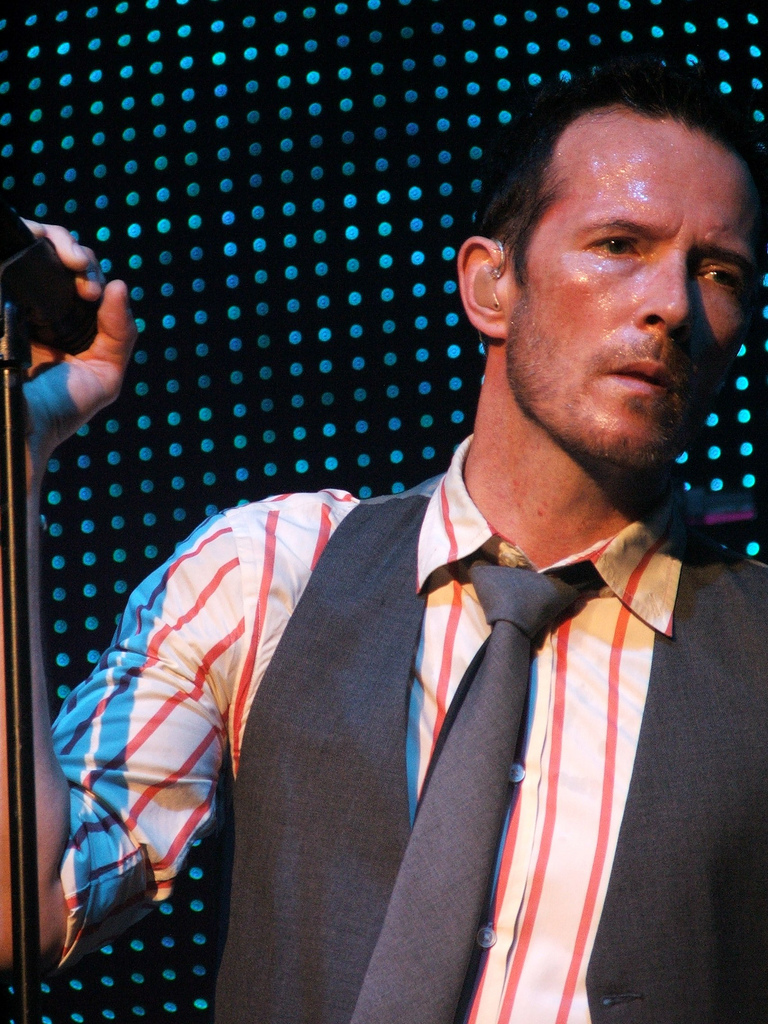
Скотт Уайланд

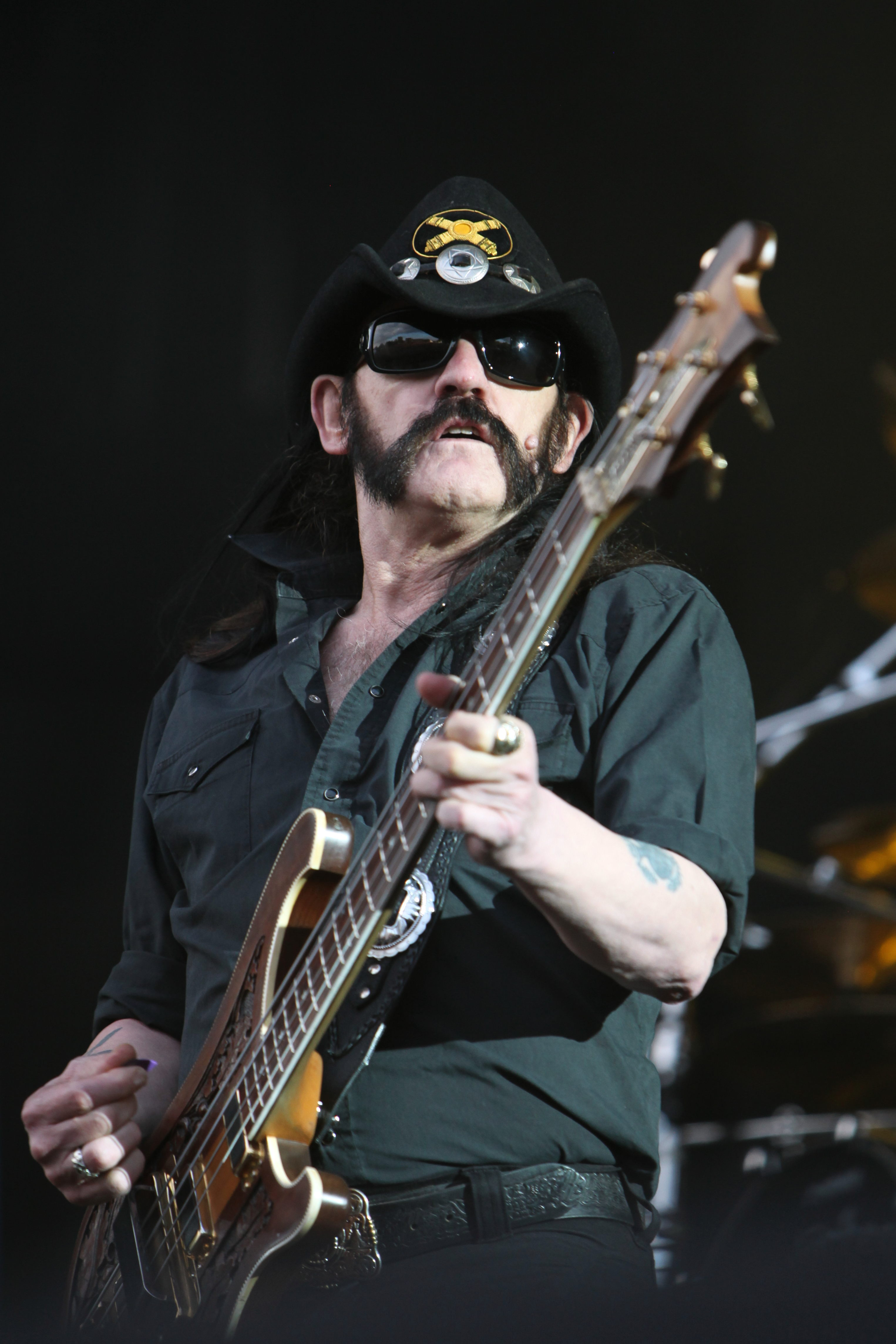
Лемми Килмистер (Motörhead)

### Январь
- 1 января
  - Евгений Бачурин (80) — советский и российский поэт, бард и художник[140]
  - Джефф Голуб[англ.] (59) — американский джазовый и рок-гитарист[141]
  - Донна Даглас (82) — американская актриса, певица и писательница
  - Нинон Севилья (85) — кубинская и мексиканская актриса, певица и танцовщица
  - Александр Смогул (68) — советский и российский бард и поэт[142]
- 2 января — Литтл Джимми Диккенс (94) — американский кантри-певец, гитарист и автор песен[143]
- 4 января
  - Пино Даниеле (59) — итальянский автор-исполнитель и гитарист[144]
  - Владимир Штеренбах (67) — советский и российский певец (бас)
- 5 января — Левон Варданян (56) — советский и российский певец, гитарист и композитор[145]
- 6 января — Эдуард Багдасарян (86) — советский и армянский оперный певец (тенор)[146]
- 7 января — Наталья Ажикмаа-Рушева (88) — советская и российская тувинская балерина
- 8 января — Андре Крауч[англ.] (72) — американский певец, автор песен, аранжировщик и музыкальный продюсер[147]
- 10 января — Йоко Нагаэ Ческина (82) — японская и итальянская меценатка
- 12 января
  - Владимир Васильев (71) — советский и российский оперный певец (тенор) и театральный режиссёр[148]
  - Фрэнк Глэйзер[англ.] (99) — американский пианист, композитор и музыкальный педагог[149]
  - Елена Образцова (75) — советская и российская оперная певица (меццо-сопрано), актриса и музыкальный педагог[150]
- 13 января
  - Мартин Аве (67) — французская актриса и певица
  - Линкольн Оливетти[порт.] (60) — бразильский музыкант, дирижёр и композитор[151]
- 15 января
  - Эрвин Дрейк[англ.] (95) — американский автор песен[152]
  - Ким Фоули (75) — американский певец, автор песен и музыкальный продюсер[153]
- 16 января
  - Аюша Данзанов (78) — советский и российский бурятский певец[154]
  - Яо Бэйна (33) — китайская певица[155]
- 17 января — Орига (44) — японская певица и автор песен русского происхождения[156]
- 18 января — Даллас Тейлор[англ.] (66) — американский сессионный барабанщик[157]
- 19 января
  - Вера Горностаева (85) — советская и российская пианистка и музыкальный педагог[158]
  - Уорд Свингл[англ.] (87) — американский певец и музыкант, основатель группы The Swingle Singers[159]
- 20 января
  - Лариса Белогурова (54) — советская и российская актриса, певица и танцовщица
  - Вильфрид Пьолле (71) — французская балерина, хореограф и театральный педагог
  - Эдгар Фрёзе (70) — немецкий электронный музыкант и композитор, лидер группы Tangerine Dream[160]
- 21 января
  - Вальдемар Кмент (85) — австрийский оперный певец (тенор) и музыкальный педагог[161]
  - Кемал Монтено (66) — югославский и боснийский певец и автор песен[162]
- 25 января
  - Деметрио Гонсалес[исп.] (87) — мексиканский певец и актёр испанского происхождения[163]
  - Демис Руссос (68) — греческий певец, вокалист группы Aphrodite’s Child[164]
- 27 января
  - Татьяна Лебедева (70) — советская и российская балерина и балетный педагог
  - Кармен Морель[исп.] (92) — испанская актриса и певица[165]
- 29 января
  - Исраэль Инон (59) — израильский дирижёр[166]
  - Дэнни Маккаллох (69) — британский музыкант, бас-гитарист группы Eric Burdon & The Animals[167]
  - Виктор Шпортько (70) — советский и украинский певец и музыкальный педагог[168]
- 30 января
  - Рая Евлоева (69) — советская и российская ингушская гармонистка, певица, композитор и хореограф[169]
  - Збигнев Куртич (95) — польский певец, композитор и гитарист[170]
- 31 января — Дон Ковэй (76) — американский певец и автор песен[171]

### Февраль
- 1 февраля — Альдо Чикколини (89) — итальянский и французский пианист[172]
- 2 февраля
  - Джозеф Альфиди[англ.] (65) — американский пианист, композитор и дирижёр[173]
  - Алекос Кицакис[греч.] (80) — греческий певец[174]
  - Кузьма Скрябин (46) — украинский певец, музыкант и автор песен, вокалист группы «Скрябин»[175]
  - Омеро Феррейра[порт.] (85/86) — бразильский композитор[176]
  - The Jacka (37) — американский рэпер, участник группы Mob Figaz[177]
- 3 февраля
  - Норман Йемм[англ.] (81) — австралийский актёр, оперный певец и спортсмен[178]
  - Уильям Томас Маккинли[англ.] (76) — американский композитор и джазовый пианист[179]
  - Владимир Сурначёв (69) — советский и российский музыкант, концертмейстер и музыкальный педагог[180]
  - Мэри Хили (96) — американская актриса и певица[181]
- 4 февраля — Селина Гонсалес (85) — кубинская певица и автор песен[182]
- 6 февраля — Мариза Дель Фрате (83) — итальянская певица, актриса и телеведущая[183]
- 7 февраля — Джо Молдин[англ.] (74) — американский музыкант, басист группы The Crickets[184]
- 8 февраля
  - Владимир Селивохин (68) — советский и российский пианист и музыкальный педагог
  - Мюзейен Сенар (96) — турецкая певица[185]
- 9 февраля — Марвин Дэвид Леви[англ.] (82) — американский композитор[186]
- 12 февраля
  - Стив Стрейндж (55) — британский певец и музыкант, фронтмен группы Visage[187]
  - Сэм Эндрю (73) — американский рок-музыкант и автор песен, основатель и гитарист группы Big Brother and the Holding Company[188]
- 13 февраля — Джон Маккейб[англ.] (75) — британский композитор и пианист[189]
- 14 февраля — Аммури Мбарек[англ.] (63/64) — марокканский певец, музыкант и композитор[190]
- 15 февраля — Густав Шёквист (71) — шведский органист и дирижёр[191]
- 16 февраля
  - Лесли Гор (68) — американская певица и автор песен[192]
  - Гэвин Кларк[англ.] (46) — британский певец, музыкант и автор песен, участник группы UNKLE[193]
  - Лорена Рохас (44) — мексиканская актриса, модель и певица[194]
- 17 февраля — Анджей Кошевский[пол.] (92) — польский композитор, музыковед и музыкальный педагог[195]
- 19 февраля
  - Лев Болдов (45) — российский поэт и автор-исполнитель
  - Уоррен Томсон (79) — австралийский пианист и музыкальный педагог, организатор Сиднейского международного конкурса пианистов[196]
  - Роберт Уразгельдеев (79) — советский и киргизский артист балета, хореограф и балетмейстер
- 20 февраля
  - Антоний Вихерек[пол.] (86) — польский дирижёр[197]
  - Жерар Кальви (92) — французский композитор и дирижёр[198]
- 21 февраля — Кларк Терри (94) — американский джазовый трубач и композитор[199]
- 24 февраля — Роберт Белфур[англ.] (74) — американский блюзовый певец, гитарист и автор песен[200]
- 26 февраля — Романо Нуниш[порт.] (64/65) — бразильский скрипач и композитор[201]
- 27 февраля — Тод Докстэйдер[англ.] (82) — американский композитор[202]
- 28 февраля
  - Эзра Лэйдерман[англ.] (90) — американский композитор[203]
  - Макси[англ.] (46) — американская певица гайанского происхождения, участница группы Brownstone[англ.][204]

### Март
- 1 марта
  - Оррин Кипньюс[англ.] (91) — американский писатель и музыкальный продюсер[205]
  - Виктория Мазур (68) — советская и белорусская артистка оперетты (лирико-драматическое сопрано)[206]
- 5 марта — Джим Макканн[англ.] (70) — ирландский певец и музыкант, вокалист и гитарист группы The Dubliners[207]
- 8 марта — Лью Солофф[англ.] (71) — американский джазовый трубач и композитор[208]
- 10 марта — Юрий Вострелов (67) — советский и российский баянист и музыкальный педагог[209]
- 11 марта
  - Джимми Гринспун (67) — американский музыкант, клавишник группы Three Dog Night[210]
  - Карло Убальдо Росси[итал.] (56) — итальянский композитор и музыкальный продюсер[211]
- 12 марта — Эрол Бююкбурч (78) — турецкий певец, композитор и актёр
- 13 марта
  - Дэвид Аллен (77) — австралийский певец, музыкант и композитор, основатель, вокалист и гитарист групп Soft Machine и Gong[212]
  - Вячеслав Лупачёв (64) — советский и российский гобоист и музыкальный педагог
- 15 марта — Майк Поркаро[англ.] (59) — американский музыкант, бас-гитарист группы Toto[213]
- 16 марта
  - Брюс Крамп[англ.] (57) — американский музыкант, барабанщик группы Molly Hatchet[214]
  - Энди Фрэйзер (62) — британский музыкант и автор песен, бас-гитарист группы Free[215]
- 17 марта — Славомир Пивовар[пол.] (61) — польский джазовый и рок-гитарист, клавишник, композитор и аранжировщик[216]
- 18 марта
  - Владимир Бурылёв (69) — советский и российский оперный певец (баритон) и музыкальный педагог[217]
  - Галина Петрова (101) — советская и российская балерина и балетный педагог
- 19 марта
  - Майкл Браун[англ.] (65) — американский музыкант и автор песен, клавишник и вокалист группы The Left Banke[218]
  - Ирина Кузьмина (87) — советская и российская оперная певица (лирико-колоратурное сопрано) и музыкальный педагог[219]
- 20 марта
  - Пол Джеффри (81) — американский джазовый саксофонист, аранжировщик и музыкальный педагог[220]
  - Эй Джей Перо (55) — американский музыкант, барабанщик групп Twisted Sister и Adrenaline Mob[221]
- 21 марта — Йёрген Ингманн (89) — датский гитарист[222]
- 22 марта
  - Аркадий Арканов (81) — советский и российский писатель, драматург, сценарист и поэт-песенник
  - Норман Скрайбнер[англ.] (79) — американский дирижёр, композитор, пианист и органист[223]
- 23 марта
  - Рой Дуглас[англ.] (107) — британский композитор, пианист и аранжировщик[224].
  - Игорь Егиков (78) — советский и российский композитор
  - Lil’ Chris[англ.] (24) — британский певец, автор песен и актёр[225]
- 24 марта
  - Олег Брыжак (54) — советский и немецкий оперный певец (бас, баритон)[226]
  - Скотт Кленденин[англ.] (47) — американский музыкант, бас-гитарист группы Death[227]
  - Мария Раднер (33) — немецкая оперная певица (контральто)[228]
- 25 марта — Нита Рая (99) — французская киноактриса, танцовщица и певица российского происхождения
- 26 марта — Джон Ренбурн[англ.] (70) — британский музыкант и автор песен, гитарист и вокалист группы Pentangle[229]
- 27 марта
  - Би Джей Кросби[англ.] (62) — американская актриса и певица[230]
  - Олга Сьяхпутра[индон.] (32) — индонезийский актёр, певец и телеведущий[231]
- 28 марта — Рональд Стивенсон[англ.] (87) — шотландский композитор, пианист и писатель[232]
- 29 марта — Алексей Степанов (66/67) — советский и российский дирижёр[233]
- 30 марта
  - Томас Корганов (89) — советский и российский композитор
  - Престон Риттер[англ.] (65) — американский музыкант и музыкальный педагог, барабанщик группы The Electric Prunes[234]
- 31 марта
  - Билли Батлер[англ.] (69) — американский певец и автор песен[235]
  - Ральф Шэрон[англ.] (91) — британский и американский пианист и аранжировщик[236]

### Апрель
- 1 апреля
  - Дэйв Болл[англ.] (65) — британский музыкант, гитарист группы Procol Harum[237]
  - Роберт Лещинский[пол.] (48) — польский журналист, музыкальный критик, гитарист и диджей[238]
- 2 апреля
  - Ольга Савицкая (83) — польская артистка балета, хореограф и балетный педагог
  - Дуг Сэкс[англ.] (78) — американский звукоинженер[239]
- 3 апреля
  - Боб Бёрнс (64) — американский музыкант, барабанщик группы Lynyrd Skynyrd[240]
  - Каяхан (66) — турецкий певец и композитор[241]
  - Эндрю Портер (86) — британский музыкальный критик[242]
- 5 апреля
  - Нариман Мамедов (86) — советский и азербайджанский музыковед и композитор[243]
  - Клаудио Прието[исп.] (80) — испанский композитор[244]
  - Андрей Романов (51) — советский и российский баянист и музыкальный педагог[245]
  - Джули Уилсон (90) — американская актриса и певица
- 6 апреля — Милтон Делагг[англ.] (96) — американский музыкант, композитор и аранжировщик[246]
- 9 апреля
  - Георгий Жемчужин (85) — советский и российский дирижёр[247]
  - Тут Тейлор[англ.] (91) — американский гитарист и мандолинист[248]
- 10 апреля — Кит Маккормак[англ.] (74) — американский певец, гитарист и автор песен[249]
- 13 апреля — Ронни Кэрролл[англ.] (80) — североирландский певец[250]
- 14 апреля — Перси Следж (74) — американский певец[251]
- 15 апреля — Лев Асауляк (78) — советский и российский артист балета, балетмейстер и балетный педагог
- 17 апреля — Рамиз Миришли (81) — советский и азербайджанский композитор и музыкальный педагог[252]
- 19 апреля — Ришар Антони (77) — французский певец[253]
- 20 апреля — Элеонора Беляева (79) — советский и российский музыкальный редактор, ведущая программы «Музыкальный киоск»
- 24 апреля — Сид Теппер[англ.] (96) — американский автор песен[254]
- 25 апреля — Юрий Буцко (76) — советский и российский композитор[255]
- 26 апреля — Давид Гонюх (69) — советский и российский инженер-конструктор и контрабасист[256]
- 28 апреля
  - Анатолий Бердышев (68) — советский и российский артист балета, балетмейстер и педагог
  - Лидия Запорожцева (78) — советская и украинская артистка оперетты[257]
  - Батырхан Шукенов (52) — советский, казахский и российский эстрадный певец, музыкант и композитор, солист группы «А’Студио»[258]
  - Джек Эли[англ.] (71) — американский певец и музыкант, основатель, гитарист и вокалист группы The Kingsmen[259]
- 29 апреля — Роберт Сенатор[англ.] (89) — британский композитор[260]
- 30 апреля
  - Рутгер Гуннарссон (69) — шведский музыкант, аранжировщик и продюсер, бас-гитарист группы ABBA[261]
  - Бен Кинг (76) — американский певец, вокалист группы The Drifters[262]
  - Паташу (96) — французская певица и актриса[263]

### Май
- 1 мая
  - Мария Элена Веласко (74) — мексиканская актриса, певица и танцовщица
  - Александер Кок[англ.] (89) — британский виолончелист южноафриканского происхождения[264]
- 2 мая
  - Юрий Григорьев (75) — советский и российский артист балета и балетный педагог
  - Эльвира Кокорина (82) — советская и российская артистка балета и балетный педагог
  - Майя Плисецкая (89) — советская и российская балерина, балетмейстер и хореограф
- 3 мая
  - Шамгон Кажгалиев (87) — советский и казахский дирижёр, домбрист и музыкальный педагог[265]
  - Валерий Куринский (75) — советский и украинский поэт-песенник и писатель
- 4 мая — Леопольд Андреев (91) — советский и российский контрабасист и музыкальный педагог
- 5 мая — Крейг Грубер (63) — американский бас-гитарист[266]
- 6 мая — Эррол Браун (71) — британский певец и автор песен ямайского происхождения, фронтмен группы Hot Chocolate[267]
- 8 мая — Тон Хартсёйкер (81) — нидерландский пианист и композитор[268]
- 9 мая — Джонни Гимбл[англ.] (88) — американский кантри-музыкант, скрипач группы Bob Wills and His Texas Playboys
- 10 мая — Виктор Сальви[англ.] (95) — американский и итальянский арфист и изготовитель арф[269]
- 11 мая — Роман Леонидов (71) — советский и российский скрипач и музыкальный педагог[270]
- 14 мая — Би Би Кинг (89) — американский блюзовый гитарист, певец и автор песен[271]
- 17 мая — Chinx[англ.] (31) — американский рэпер[272]
- 19 мая
  - Брюс Лундвалль (79) — американский музыкальный продюсер[273]
  - State of Bengal (50) — британский диджей и музыкальный продюсер пакистанского происхождения
- 20 мая
  - Боб Белден[англ.] (58) — американский джазовый саксофонист, аранжировщик, композитор и музыкальный продюсер[274]
  - Михаил Пахомов (73) — советский и российский оперный певец (бас)[275]
- 21 мая
  - Луис Джонсон[англ.] (60) — американский бас-гитарист[276]
  - Твинкл (66) — британская эстрадная певица и автор песен[277]
- 24 мая — Маркус Белгрэйв[англ.] (78) — американский джазовый трубач[278]
- 28 мая — Стивен Гербер[англ.] (66) — американский композитор[279]
- 29 мая
  - Георгий Ансимов (92) — советский и российский актёр и оперный режиссёр
  - Наталья Лагода (41) — российская эстрадная певица
- 31 мая — Нико Кастел[англ.] (83) — американский оперный певец (тенор) португальского происхождения[280]

### Июнь
- 1 июня
  - Кирилл Покровский (50) — советский и российский рок-музыкант и композитор, клавишник групп «Ария» и «Мастер»[281]
  - Джин Ритчи[англ.] (92) — американская певица, музыкант и автор песен[282]
- 5 июня — Колетт Маршан (90) — французская артистка балета и киноактриса
- 6 июня — Ронни Гилберт[англ.] (88) — американская певица, автор песен и актриса, вокалистка группы The Weavers[283]
- 7 июня
  - Кристофер Ли (93) — британский актёр и певец
  - Сергей Цветков (50) — советский и российский артист балета и балетный педагог
- 9 июня
  - Наталья Ещенко (89) — советская и украинская пианистка и музыкальный педагог
  - Джеймс Ласт (86) — немецкий композитор, аранжировщик и дирижёр[284]
  - Рэнди Ховард[англ.] (65) — американский кантри-певец, гитарист и автор песен[285]
  - Pumpkinhead[англ.] (39) — американский рэпер[286]
- 11 июня — Орнетт Коулман (85) — американский джазовый саксофонист, трубач и композитор[287]
- 12 июня — Моника Льюис[англ.] (93) — американская актриса и певица[288]
- 14 июня
  - Уго Бланко[исп.] (74) — венесуэльский музыкант и композитор[289]
  - Вальтер Веллер (75) — австрийский скрипач и дирижёр[290]
  - Борис Гуджунов[болг.] (74) — болгарский певец[291]
- 15 июня — Жанна Фриске (40) — российская эстрадная певица, телеведущая и киноактриса, солистка группы «Блестящие»[292]
- 17 июня
  - Жан Варленд[нем.] (88) — бельгийский контрабасист, композитор и аранжировщик[293]
  - Улдис Жагата (87) — советский и латвийский артист балета, хореограф и балетный педагог
- 18 июня
  - Андрей Климов (92) — советский и российский артист балета и балетмейстер
  - Франк Феррари (52) — французский оперный певец (баритон)[294]
- 19 июня — Харольд Баттист[англ.] (83) — американский джазовый музыкант, композитор и аранжировщик[295]
- 21 июня — Гюнтер Шуллер (89) — американский валторнист, музыковед и музыкальный педагог[296]
- 22 июня — Джеймс Хорнер (61) — американский кинокомпозитор[297]
- 23 июня
  - Асеф Абдуллаев (85) — советский и российский лезгинский поэт, композитор, прозаик и драматург
  - Марухита Диас[исп.] (83) — испанская певица и актриса[298]
  - Магали Ноэль (83) — французская актриса и певица[299]
- 24 июня — Кристиану Араужу (29) — бразильский певец и музыкант[300]
- 26 июня — Этер Какулия (72) — советская и грузинская певица[301]
- 27 июня — Крис Сквайр (67) — британский рок-музыкант, основатель и бас-гитарист группы Yes[302]
- 30 июня — Эдди Луис (74) — французский джазовый органист и пианист[303]

### Июль
- 1 июля — Вэл Дуникан[англ.] (88) — ирландский певец[304]
- 5 июля
  - Чаранжит Сингх[англ.] (75) — индийский сессионный музыкант и композитор[305]
  - Гаррисон Фьюэлл[нем.] (61) — американский джазовый гитарист[306]
- 6 июля
  - Дмитрий Блажину (80) — советский и молдавский скрипач, дирижёр и композитор[307]
  - Джерри Вайнтрауб (77) — американский агент, концертный промоутер и продюсер
- 7 июля — Хайме Морей[исп.] (73) — испанский певец и музыкальный продюсер[308]
- 8 июля — Георгий Сальников (91) — советский и российский композитор и музыкальный педагог
- 9 июля — Майкл Массер (74) — американский композитор и музыкальный продюсер
- 10 июля
  - Джон Викерс (88) — канадский оперный певец (тенор)[309]
  - Hussein Fatal (42) — американский рэпер, участник группы Outlawz[310]
- 12 июля — Хавьер Крае (71) — испанский певец и музыкант[311]
- 13 июля
  - Эрик Риксон[англ.] (68) — североирландский музыкант, клавишник групп Them и Thin Lizzy[312]
  - Хоан Себастиан[исп.] (64) — мексиканский певец и композитор[313]
- 14 июля — Дэйв Соммервилл[англ.] (81) — канадский певец, сооснователь и вокалист группы The Diamonds[314]
- 15 июля
  - Алан Кёртис[англ.] (80) — американский клавесинист, музыковед и дирижёр[315]
  - Ховард Рамси[англ.] (97) — американский джазовый контрабасист[316]
  - Марио Серени[итал.] (87) — итальянский оперный певец (баритон)[317]
- 17 июля
  - Геннадий Абрамов (76) — советский и российский артист балета, хореограф и танцевальный педагог
  - Джон Тейлор[англ.] (72) — британский джазовый пианист[318]
- 19 июля
  - Кармино Равоса (85) — американский пианист, автор песен и музыкальный педагог
  - Милдред Джоан Смит[англ.] (94) — американская актриса и певица[319]
  - Вацлав Снитил (87) — чехословацкий и чешский скрипач и музыкальный педагог[320]
- 20 июля — Дитер Мёбиус (71) — немецкий композитор и электронный музыкант, участник групп Cluster и Harmonia[321]
- 21 июля
  - Теодор Бикель (91) — американский певец и актёр[322]
  - Роберт Броберг[швед.] (75) — шведский певец, музыкант и композитор[323]
  - Юрий Зыков (67) — советский и российский поэт и бард
  - Пол Фримен[англ.] (79) — американский дирижёр[324]
- 22 июля
  - Дарон Норвуд[англ.] (49) — американский кантри-певец[325]
  - Эдди Хардин[англ.] (66) — британский музыкант и автор песен, клавишник группы The Spencer Davis Group[326]
- 23 июля — Анита Гаранча (66) — советская и латвийская певица и вокальный педагог[327]
- 26 июля
  - Бобби Кристина Браун (22) — американская медийная персона и певица[328]
  - Эверетт Ферт (85) — американский барабанщик и предприниматель, основатель компании Vic Firth[329]
- 27 июля — Иван Моравец[чеш.] (84) — чехословацкий и чешский пианист[330]
- 28 июля — Ион Фурникэ (84) — советский и молдавский танцовщик, артист ансамбля «Жок»
- 29 июля — Владислав Кладницкий (83) — советский и российский композитор[331]
- 30 июля
  - Линн Андерсон (67) — американская кантри-певица[332]
  - Георгий Бадев (76) — болгарский скрипач и музыкальный педагог[333]

### Август
- 1 августа
  - Силла Блэк (72) — британская певица, актриса и телеведущая[334]
  - Анатолий Кремер (82) — советский и российский композитор и дирижёр[335]
- 3 августа
  - Адам Валяциньский (86) — польский композитор, музыковед и музыкальный педагог[336]
  - Александр Лобановский (80) — советский и российский бард[337]
- 4 августа — Билли Шеррилл[англ.] (78) — американский музыкальный продюсер, автор песен и аранжировщик[338]
- 5 августа — Рафи Леавитт[исп.] (66) — пуэрто-риканский композитор и руководитель оркестра[339]
- 6 августа — Костас Вирвос[греч.] (89) — греческий поэт-песенник[340]
- 8 августа — Шон Прайс (43) — американский рэпер, участник группы Heltah Skeltah[англ.][341]
- 11 августа — Серж Колло (91) — французский альтист и музыкальный педагог[342]
- 12 августа — Джон Гэвин Скотт (59) — британский органист и хормейстер[343]
- 13 августа — Пьер Жансен (85) — французский композитор и музыкальный педагог[344]
- 14 августа
  - Боб Джонстон[англ.] (83) — американский музыкальный продюсер[345]
  - Джаз Саммерс[англ.] (71) — британский музыкальный менеджер[346]
- 15 августа
  - Макс Грегер (89) — немецкий саксофонист, дирижёр и руководитель оркестра[347]
  - Дэн Сембелло (52) — американский композитор и автор песен[348]
- 16 августа — Сергей Амедян (86) — советский и российский гобоист и музыкальный педагог
- 17 августа
  - Арсен Дедич (77) — югославский и хорватский певец, музыкант и автор песен[349]
  - Базарбай Джуманиязов (78) — советский и казахский композитор и музыкальный педагог[350]
- 23 августа — Йоси Пиамента[англ.] (63) — израильский и американский певец, гитарист и автор песен[351]
- 25 августа — Вардо Румессен (73) — советский и эстонский пианист, музыковед и политик[352]
- 30 августа — Наталья Стрельченко[англ.] (38) — российская и норвежская пианистка[353]

### Сентябрь
- 4 сентября
  - Грэм Брэйзир[англ.] (63) — новозеландский музыкант и автор песен, вокалист группы Hello Sailor[англ.][354]
  - Рико Родригес[англ.] (80) — ямайский тромбонист кубинского происхождения[355]
- 5 сентября
  - Илья Берг[дат.] (88) — датский композитор и пианист[356]
  - Адеш Шривастава (51) — индийский композитор и певец[357]
- 6 сентября — Владимир Верин (67) — советский и российский оперный певец (бас) и музыкальный педагог[358]
- 7 сентября
  - Сьюзан Аллен[англ.] (64) — американская арфистка и музыкальный педагог[359]
  - Гильермо Рубалькаба[англ.] (88) — кубинский пианист, композитор и аранжировщик[360]
- 8 сентября
  - Габиль Алиев (88) — советский и азербайджанский кеманчист[361]
  - Тери Харангозо[венг.] (72) — венгерская эстрадная певица[362]
- 12 сентября — Брин Меррик[англ.] (56) — британский музыкант, бас-гитарист группы The Damned[363]
- 13 сентября
  - Ибро Лолов[болг.] (83) — болгарский аккордеонист[364]
  - Гэри Ричрэт[англ.] (65) — американский музыкант и автор песен, гитарист группы REO Speedwagon[365]
  - Ядвига Сангович (98) — советская и российская балерина и балетный педагог
- 14 сентября — Мартин Кирнс[англ.] (38) — британский рок-музыкант, барабанщик группы Bolt Thrower[366]
- 15 сентября — Михай Волонтир (81) — советский и молдавский актёр, театральный режиссёр и певец
- 16 сентября — Ги Беар (85) — французский эстрадный певец и композитор[367]
- 17 сентября
  - Эрмек Мойдунов (71) — советский и киргизский певец[368]
  - Дэвид Уилкокс[англ.] (95) — британский хоровой дирижёр, органист и композитор[369]
- 23 сентября — Карлис Зариньш (85) — советский и латвийский оперный певец (драматический тенор) и музыкальный педагог[370]
- 26 сентября — Абдухолик Суфиев (61) — советский и таджикский певец и актёр[371]
- 28 сентября
  - Майкл Бёрджесс[англ.] (70) — канадский актёр и певец[372]
  - Фрэнки Форд[англ.] (76) — американский ритм-н-блюзовый певец[373]
- 29 сентября
  - Фил Вудс (83) — американский джазовый саксофонист, кларнетист и композитор[374]
  - Жан Тер-Мергерян (79) — французский и советский скрипач[375]

### Октябрь
- 1 октября — Усния Реджепова[серб.] (69) — югославская, сербская и македонская певица[376]
- 2 октября — Ольга Эрдели (88) — советская и российская арфистка и музыкальный педагог[377]
- 3 октября — Францишек Валицкий[пол.] (94) — польский музыкальный журналист и композитор[378]
- 6 октября
  - Стасис Повилайтис (68) — советский и литовский эстрадный певец[379]
  - Билли Джо Ройал (73) — американский певец[380]
- 7 октября — Магафура Салигаскарова (92) — советская и российская оперная певица (меццо-сопрано)[381]
- 8 октября — Джим Даймонд (64) — шотландский певец и автор песен[382]
- 9 октября
  - Шушаник Апоян (91) — советский и армянский музыковед, пианистка и музыкальный педагог
  - Клаудия Баррозу[порт.] (83) — бразильская певица, композитор и актриса[383]
  - Равиндра Джайн (71) — индийский композитор и поэт-песенник[384]
  - Ларри Роузен[англ.] (75) — американский музыкальный продюсер[385]
  - Лени Эскюдеро (82) — французский певец и автор песен испанского происхождения[386]
  - Koopsta Knicca[англ.] (40) — американский рэпер, участник группы Three 6 Mafia[387]
- 10 октября
  - Саша Бритвич[хорв.] (50) — хорватский дирижёр и музыкальный педагог[388]
  - Лидия Козубек[пол.] (88) — польская пианистка и музыкальный педагог[389]
  - Стив Маккей[англ.] (66) — американский музыкант, саксофонист группы The Stooges[390]
- 11 октября — Хорхе Гарбетт[исп.] (60) — парагвайский композитор и музыкант[391]
- 12 октября — Джоан Лесли (90) — американская актриса и танцовщица
- 14 октября — Олег Мильштейн (69) — советский, молдавский и российский композитор и аранжировщик, основатель и руководитель ВИА «Оризонт»[392]
- 16 октября — Осип Найдук (81) — советский и украинский актёр и композитор
- 18 октября — Фрэнк Уоткинс (47) — американский рок-музыкант, бас-гитарист групп Obituary и Gorgoroth[393]
- 20 октября — Кори Уэллс[англ.] (74) — американский певец, вокалист группы Three Dog Night[394]
- 24 октября — Морин О’Хара (95) — ирландская и американская актриса и певица[395]
- 28 октября — Дайан Шарлеман[англ.] (51) — британская певица и автор песен[396]

### Ноябрь
- 1 ноября — Борис Рубекин (46) — российский рок-музыкант, клавишник группы «Аквариум»[397]
- 2 ноября
  - Томми Оверстрит[англ.] (78) — американский кантри-певец[398]
  - Дэвид Сток[англ.] (76) — американский композитор и дирижёр[399]
- 3 ноября — Софья Барцева (85/86) — советская и российская бурятская балерина и балетмейстер
- 4 ноября
  - Юрий Гамалей (94) — советский и российский дирижёр[400]
  - Лев Голованов (89) — советский и российский танцовщик, хореограф и балетный педагог
- 5 ноября
  - Нора Брокстедт (92) — норвежская эстрадная певица[401]
  - Гвидо Мазанец (101) — немецкий композитор и дирижёр[402]
- 6 ноября — Хосе Анхель Эспиноса (96) — мексиканский актёр и композитор[403]
- 7 ноября — Эдди Хох[англ.] (71) — американский сессионный барабанщик[404]
- 8 ноября — Андрей Эшпай (90) — советский и российский композитор, пианист и музыкальный педагог[405]
- 9 ноября — Энди Уайт[англ.] (85) — шотландский барабанщик[406]
- 10 ноября
  - Роберт Крафт (92) — американский дирижёр и музыковед[407]
  - Алан Туссен (77) — американский композитор, пианист и музыкальный продюсер[408]
- 11 ноября — Фил Тейлор (61) — британский рок-музыкант, барабанщик группы Motörhead[409]
- 13 ноября — Бетти Энн Гроув[англ.] (86) — американская актриса и певица[410]
- 15 ноября — Филип Слоун[англ.] (70) — американский автор-исполнитель[411]
- 16 ноября
  - Ежи Катлевич (88) — польский дирижёр и музыкальный педагог[412]
  - Ричард Коуэн[англ.] (57) — американский оперный певец (баритон)[413]
  - Сеймур Липкин[англ.] (88) — американский пианист, дирижёр и музыкальный педагог[414]
- 17 ноября — Луис де Карвалью[порт.] (90) — бразильский эстрадный певец[415]
- 18 ноября — Дэниел Ферро[англ.] (94) — американский оперный певец (бас-баритон) и вокальный педагог[416]
- 21 ноября — Джозеф Силверстайн (83) — американский скрипач и дирижёр[417]
- 23 ноября
  - Бенгт-Арне Валлин[швед.] (89) — шведский джазовый трубач, композитор и аранжировщик[418]
  - Йоуни Кайпайнен[фин.] (58) — финский композитор[419]
  - Беатрис Локхарт[исп.] (71) — уругвайская пианистка, композитор и музыкальный педагог[420]
  - Синтия Робинсон (71) — американская певица и музыкант, соосновательница, вокалистка и трубач группы Sly & the Family Stone[421]
- 26 ноября — Александр Холминов (90) — советский и российский композитор
- 28 ноября — Андрей Румянцев (53) — советский и латвийский артист балета и балетный педагог
- 30 ноября — Жан Деплас (70/71) — французский виолончелист и музыкальный педагог[422]

### Декабрь
- 1 декабря — Устад Сабри Хан (88) — индийский музыкант, мастер игры на саранги
- 2 декабря — Джон Итон (80) — американский композитор[423]
- 3 декабря — Скотт Уайланд (48) — американский певец и музыкант, вокалист групп Stone Temple Pilots и Velvet Revolver[424]
- 7 декабря
  - Валерий Бровко (65) — советский и российский композитор, аранжировщик и музыкант[425]
  - Габриэль Воробьёв (48) — российский актёр, музыкант и диджей
  - Хайнц Фрикке[нем.] (88) — немецкий дирижёр[426]
- 8 декабря
  - Маттивильда Доббс (90) — американская оперная певица (колоратурное сопрано) и музыкальный педагог[427]
  - Бонни Лу[англ.] (91) — американская певица, радио- и телеведущая[428]
  - Джон Труделл[англ.] (69) — американский поэт, актёр, музыкант и общественный активист[429]
- 9 декабря — Акиюки Носака (85) — японский писатель, певец и автор песен
- 14 декабря — Азер Рзаев (85) — советский и азербайджанский композитор и музыкальный педагог[430]
- 17 декабря — Николай Соловьёв (74) — советский актёр и певец
- 18 декабря — Люк Бревайс[фр.] (56) — бельгийский пианист, дирижёр и композитор[431]
- 19 декабря
  - Курт Мазур (88) — немецкий дирижёр[432]
  - Юрий Морев (72) — советский и российский певец[433]
  - Сельма Рейс[порт.] (57) — бразильская актриса и певица[434]
- 20 декабря — Георгий Геодакян (87) — советский и армянский музыковед и музыкальный педагог
- 21 декабря — Юрий Романов (70) — советский и российский композитор, педагог и концертмейстер[435]
- 23 декабря — Бекен Жилисбаев (92) — советский и казахстанский певец и музыкальный педагог[436]
- 24 декабря
  - Уильям Гест[англ.] (74) — американский певец, вокалист группы Gladys Knight & the Pips[437]
  - Хашим Мустаев (97) — советский и российский артист балета и балетмейстер
  - Шарофиддин Сайфиддинов (86) — советский и таджикский композитор
- 27 декабря
  - Стиви Райт[англ.] (68) — австралийский музыкант и автор песен, вокалист группы The Easybeats[438]
  - Авангард Федотов (90) — советский и российский кларнетист и музыкальный педагог[439]
- 28 декабря
  - Джон Брэдбери[англ.] (62) — британский музыкант и музыкальный продюсер, барабанщик группы The Specials[440]
  - Лемми (70) — британский рок-музыкант, основатель, бас-гитарист и вокалист группы Motörhead[441]
  - Guru Josh (51) — джерсийский диджей, музыкальный продюсер и композитор[442]
- 30 декабря — Роберт Бушков (83) — советский и российский музыкальный деятель, директор оркестра «Новая Россия»[443]
- 31 декабря — Натали Коул (65) — американская певица, автор песен и актриса[444]